# مزاحم (فیلم ۱۹۹۳)
مزاحم (اسپانیایی: Intruso‎) فیلمی در ژانر درام به کارگردانی ویسنته آراندا است که در سال ۱۹۹۳ منتشر شد. از بازیگران آن می‌توان به ایمانوئل آریاس و ویکتوریا آبریل اشاره کرد.